# 동학사

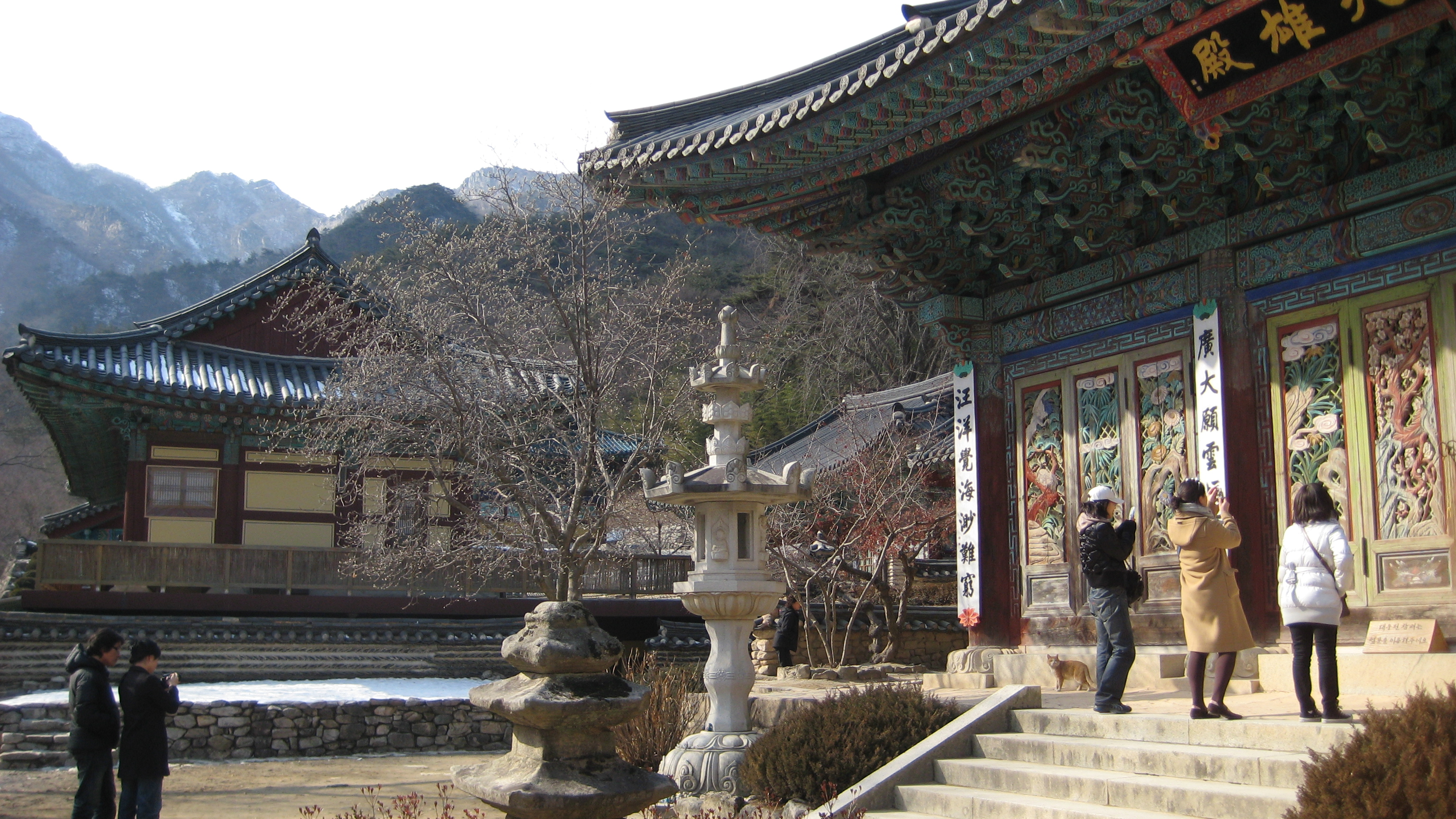
동학사

동학사(東鶴寺)는 충청남도 공주시 반포면에 있는 사찰이다. 계룡산 동쪽 자락에 있으며, 서쪽의 갑사와 함께 계룡산을 대표한다. 동학사는 한국에서 가장 오래된 비구니 승가 대학으로 1860년에 문을 열었다.

## 창건

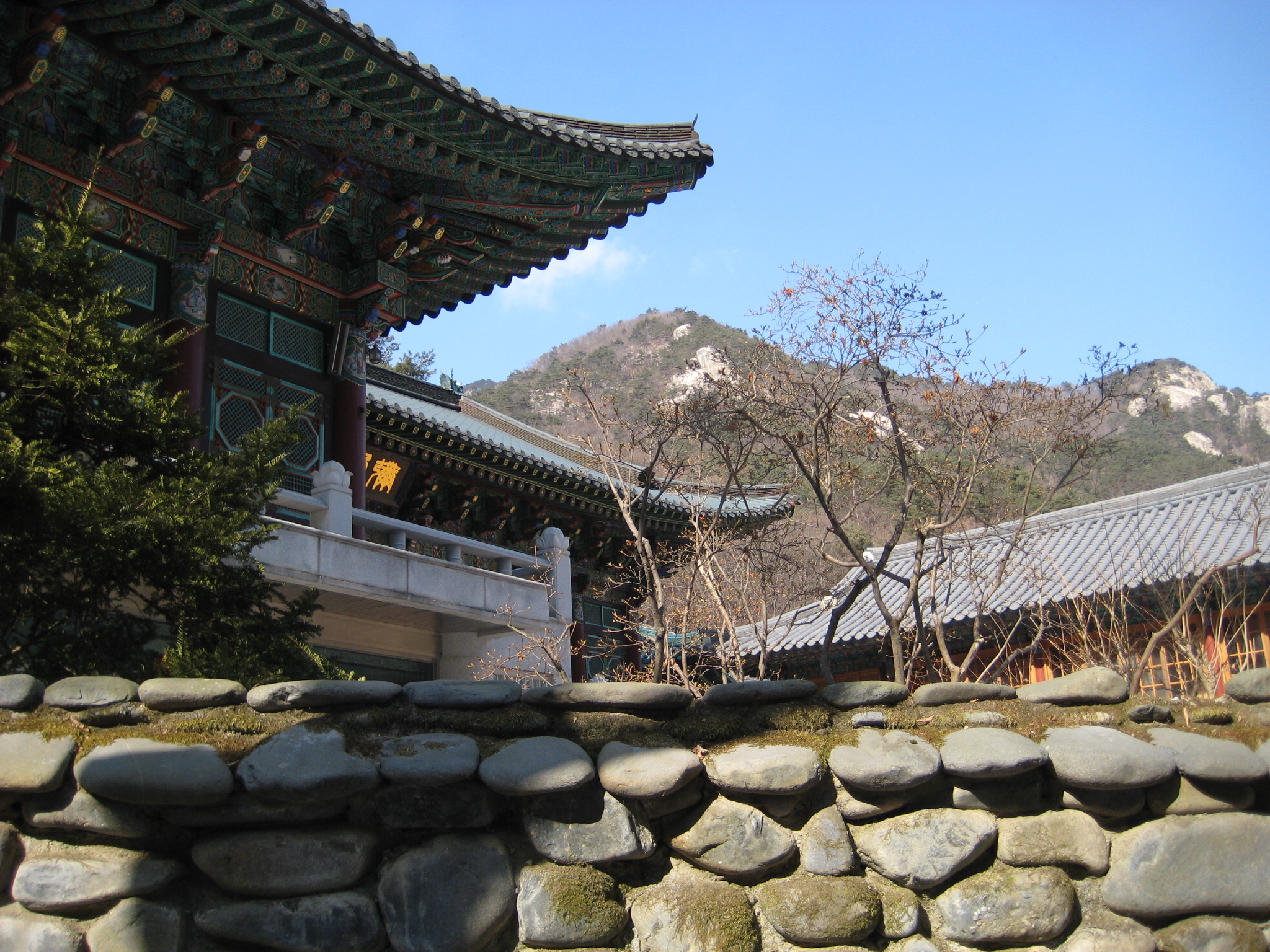
동학사와 그 뒤 봉우리들

신라 때 상원조사가 계룡산에 암자를 짓고 수도하다가 입적한 뒤, 제자인 회의화상이 신라 성덕왕 23년인 724년에 쌍탑과 함께 건립한 것이 전해진다. 본래 암자의 이름은 청량사였다. 청량사는 지금의 동학사의 위치가 아니라 산중턱 남매탑이 있는 곳에 있었다. 고려 초에는 도선이 중창하고 고려 태조의 원당을 설치했다. 이후 신라의 유신이었던 류차달이 박혁거세와 박제상의 초혼제를 지내기 위해 확장한 뒤 지금의 이름으로 바뀌었다. 동학사라는 이름은 절 동쪽에 있는 학 모양의 바위에서 따 왔다는 설과, 동방 성리학의 원조로 꼽히는 정몽주를 제향한데서 유래했다는 설이 있다.

## 역사
조선 건국 직후에는 고려의 유신 길재가 단을 쌓고 고려 태조와 충정왕, 공민왕의 초혼제를 재냈고, 삼은각에서는 고려만 유신인 길재, 이색, 정몽주의 제사를 지냈다.
조선 세조 3년에 김시습이 사육신의 초혼제를 지내고 이어서 조선 단종의 제단을 증설했다. 세조가 이듬해인 1458년에 직접 찾아와 사육신과 단종을 비롯하여 자신의 손에 죽은 280여 명의 이름을 써주면서 초혼제를 지내고 초혼각을 짓게 했다. 세조는 사육신과 함께 억울하게 죽은 형제 안평대군과 금성대군, 그리고 중신 황보인과 김종서를 제사지내고 명복을 빌도록 전답과 산을 하사하였다. 조선말에는 이 사당을 확장하여 숙모전이라고 고쳐 불렀다.
1728년 화재로 절과 초혼각이 소실된 뒤 여러 차례 중건하였고, 한국 전쟁 때 다시 절이 불타버려 1960년대 이후 서서히 중건되었다. 한국에서 가장 오래된 비구니 강원이 있다. 상원조사의 전설이 얽힌 남매탑은 대한민국의 보물로 지정된 석탑이다.
경허가 초기에 수행하며 깨달음을 얻은 절로도 알려져 있다.

## 초혼각
동학사에는 신라와 고려 그리고 조선의 충신을 모신 동계사, 숙모전, 삼은각이 있는데, 현재의 건물은 중건된 것이어서 충청남도에서는 초혼각이 있던 곳을 충남문화재기념물 제18호로 지정하여 기념하고 있으며, 사단법인 숙모회는 음력 3월 15일과 단종이 운명한 10월 24일 제향하고 있다.

### 동계사
동계사는 신라 19대 눌지왕 때에 일본에 인질로 잡혀간 왕의 동생 미사흔을 구출하고 일본에서 순절한 박제상을 936년 류차달이 초혼하여 제사하고 왕명으로 동계사를 건립하였다. 철향되었다가 1956년 중건될 때 류차달도 함께 추배하였다.

### 삼은각
삼은각은 숙모전과 동계사 사이에 있는데 포은 정몽주, 목은 이색, 야은 길재, 삼은의 위패를 모시고 있다. 1394년 길재가 이 곳에 정몽주를 초혼하여 제를 지낸데에서 유래하였다. 정종원년 금헌 류방택이 이색의 넋을 초혼추배하고 제를 지난 후 단을 중수하였다. 길재가 사망하자 류백순이 길재를 추배하여 삼은각이란 명칭이 붙게 되었다. 이후 류방택, 이숭인, 라계종도 추배하였다.

### 숙모전
숙모전에는 단종의 복위를 꾀하다가 발각되어 참형을 당한 사육신과 생육신의 위패를 모신 곳으로 김시습이 단을 쌓았다고 전해진다. 1456년(세조 2) 김시습이 처음 이곳에 단을 모아 사육신을 초혼 제사하자, 1457년 세조가 동학사에 들렀다가 초혼단을 보고 감동하여 팔폭비단에 억울하게 죽은자들의 명단을 적어 유교와 불교가 함께 제사를 지내도록하였다. 단종이 죽은 후에는 김시습, 조상치 등 향사7신이 엄흥도와 만나 단종의 초혼제사를 하였다. 1904년에는 숙모전이라 왕이 현판을 내렸다. 숙모전의 정전에는 단종과 정순왕후의 위패가 모시어져 있다. 숙모전 앞에는 동묘와 서묘가 함께 있는데, 사육신, 생육신 외에도 300백여 충신들의 위패가 모셔져 있다.

### 숙모회
숙모전의 위치는 공주 동학사 경내 동편(공주군 반포면 학봉리 산1번지)에 있고 숙모전 동계사 삼은각을 전각사라 일컬으며 초혼각지는 충남문화재 기념물 제18호에 등록되고 1992년에 건립된 강당 숙모재에 사단법인 숙모회를 설립하고 사무실을 두고있다. 매년 음력 3월 15일과 단종이 운명한 10월 24일에 단종 및 순절신들의 제사 및 기타 행사를 주관해오고 있다.

## 지정 문화재
- 공주 동학사 목조석가여래삼불좌상 및 복장유물 - 보물 제1719호
- 공주 동학사 목조석가여래삼불좌상 복장전적 - 보물 제1720호
- 동학사 삼성각 - 충청남도 문화재자료 제57호
- 동학사 삼층석탑 - 충청남도 문화재자료 제58호

## 교통정보
대전에서 107번 시내버스가 운영된다. 고속도로로 접근할 때에는 유성 나들목을 이용하는 것이 빠르다.

## 사진

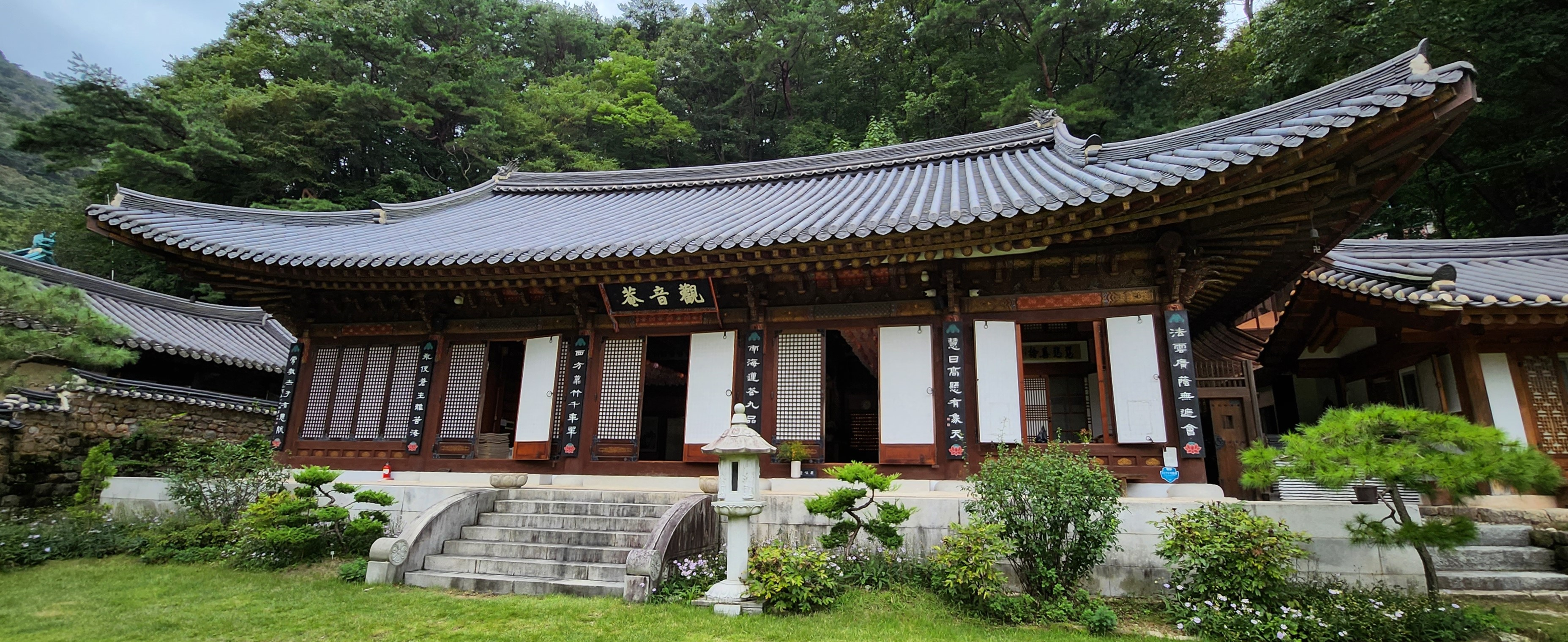
관음전
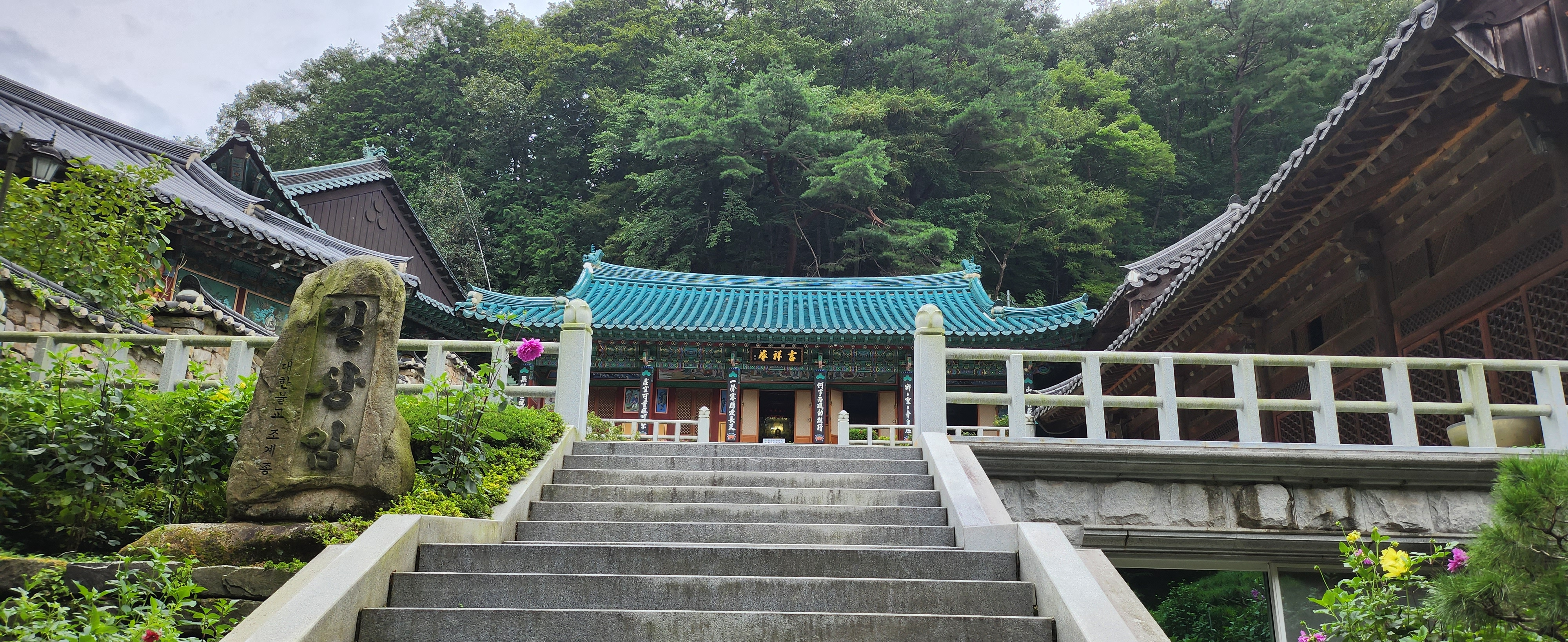
길상전
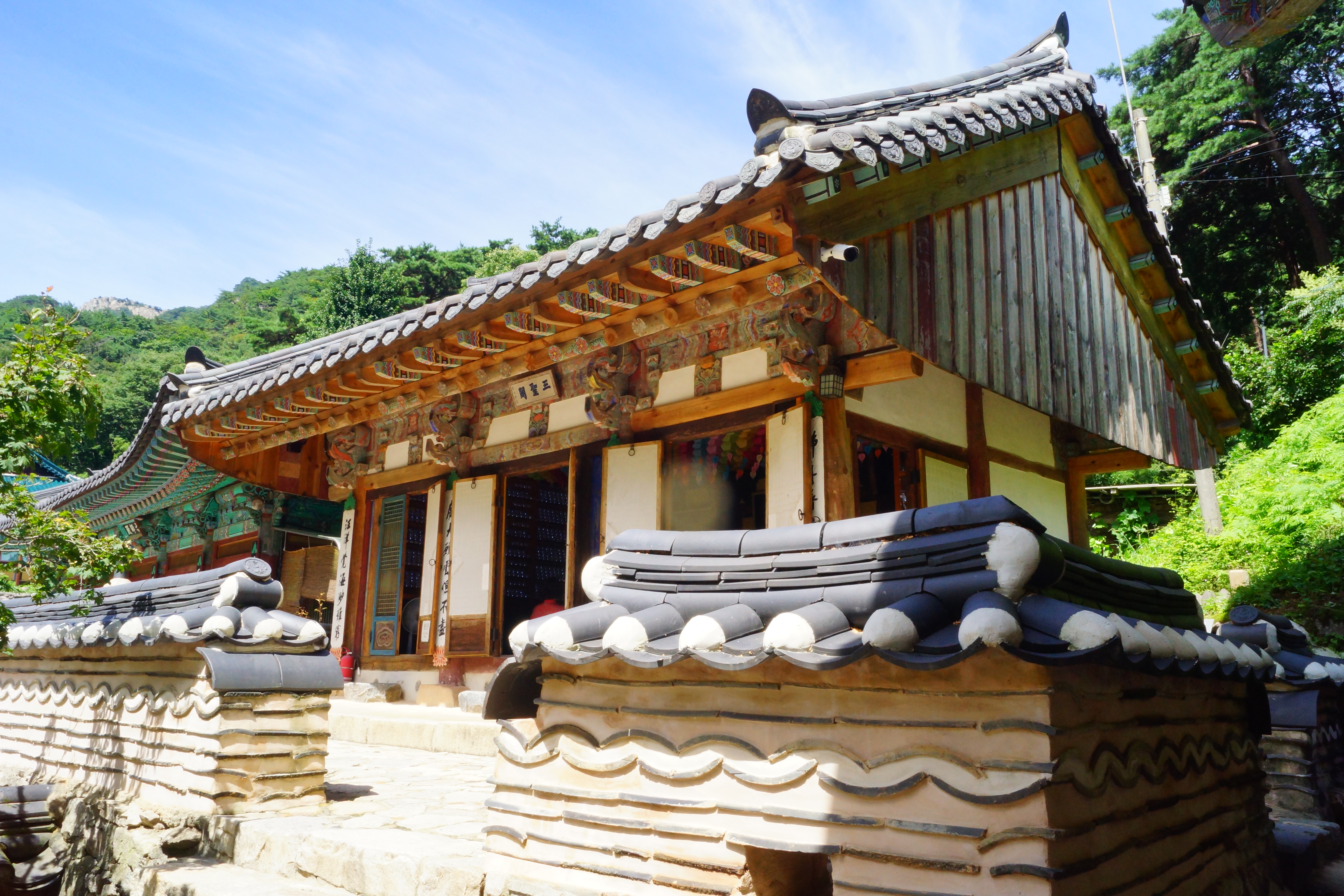
삼성각
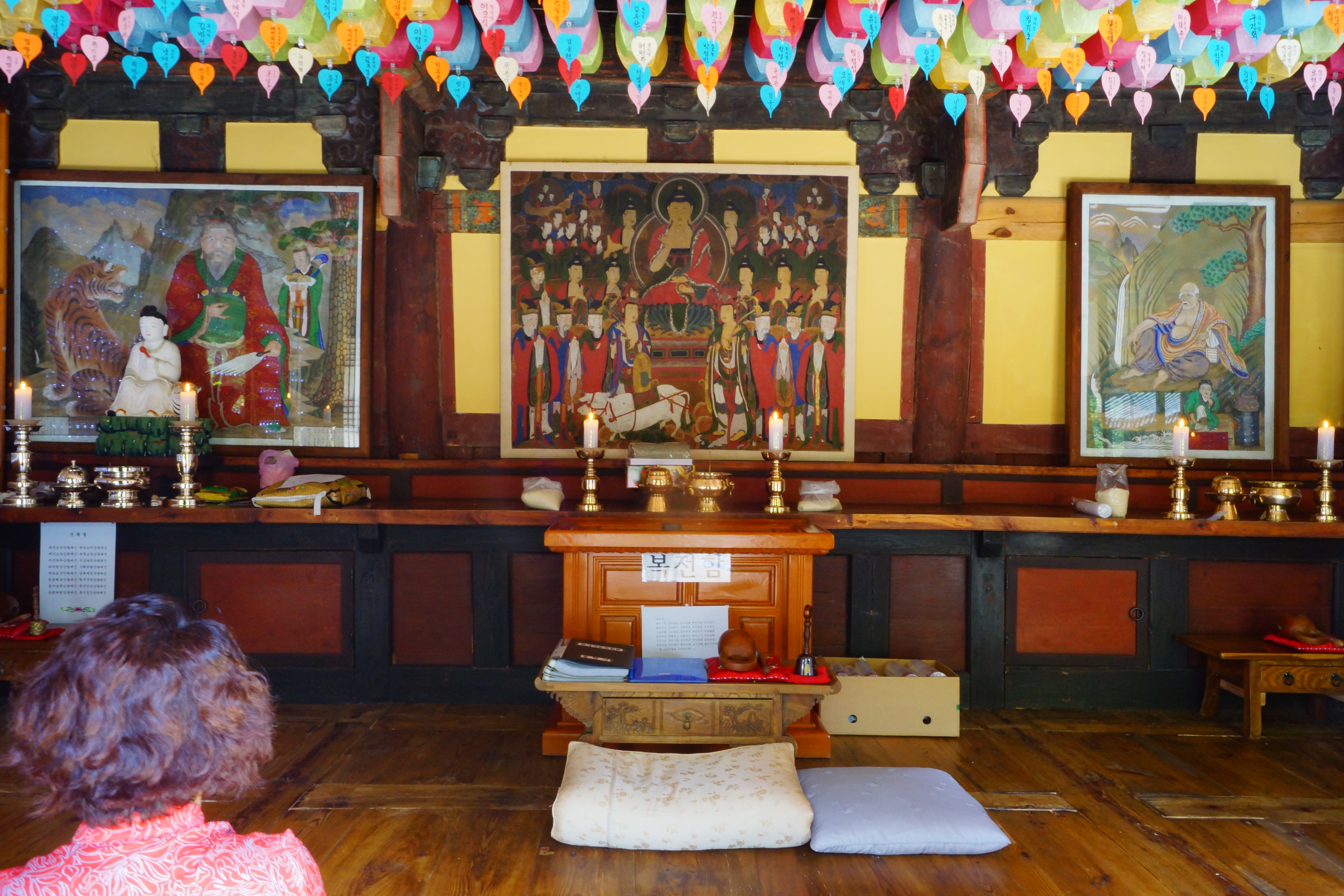
삼성각 내부
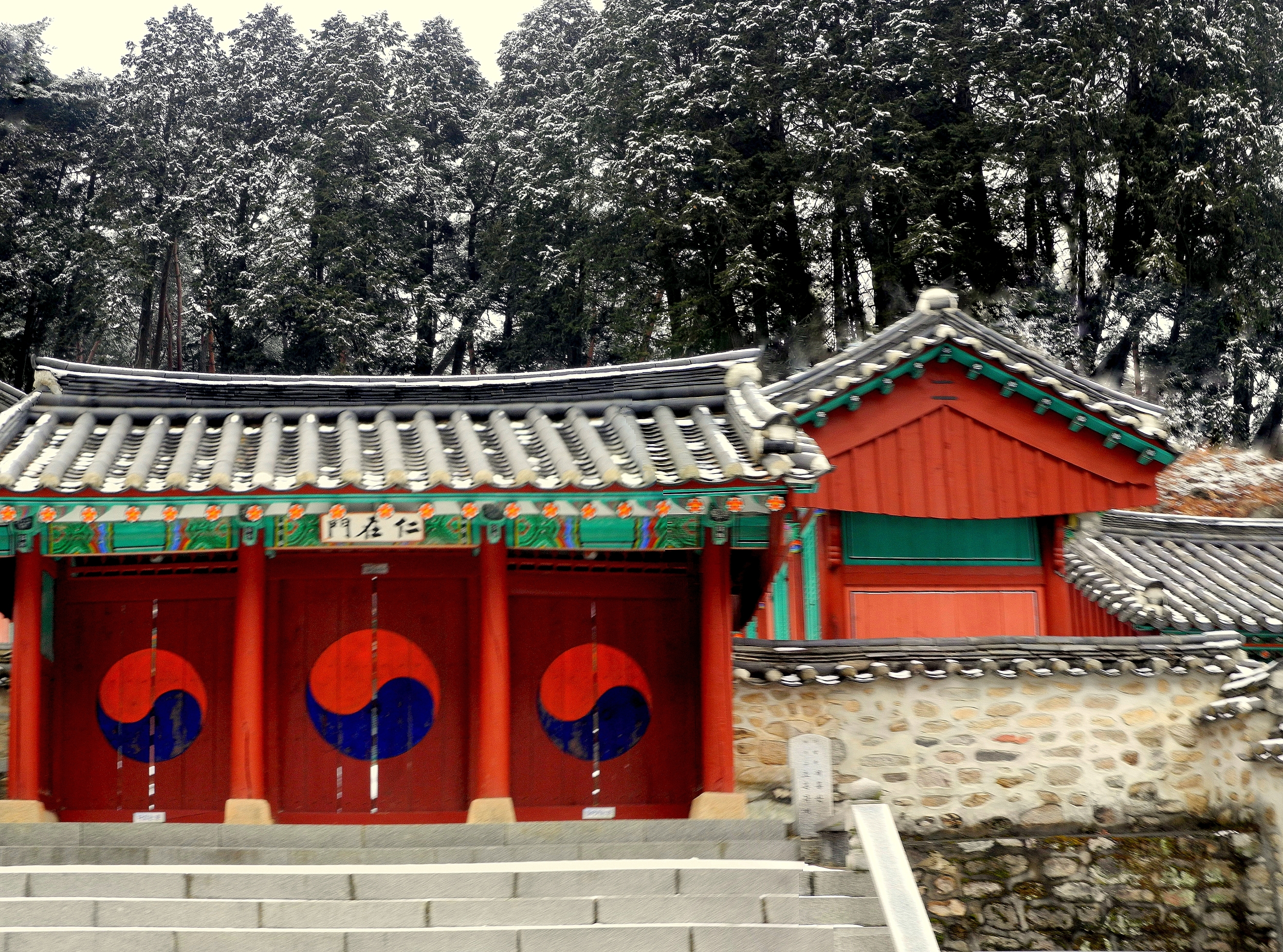
인재문
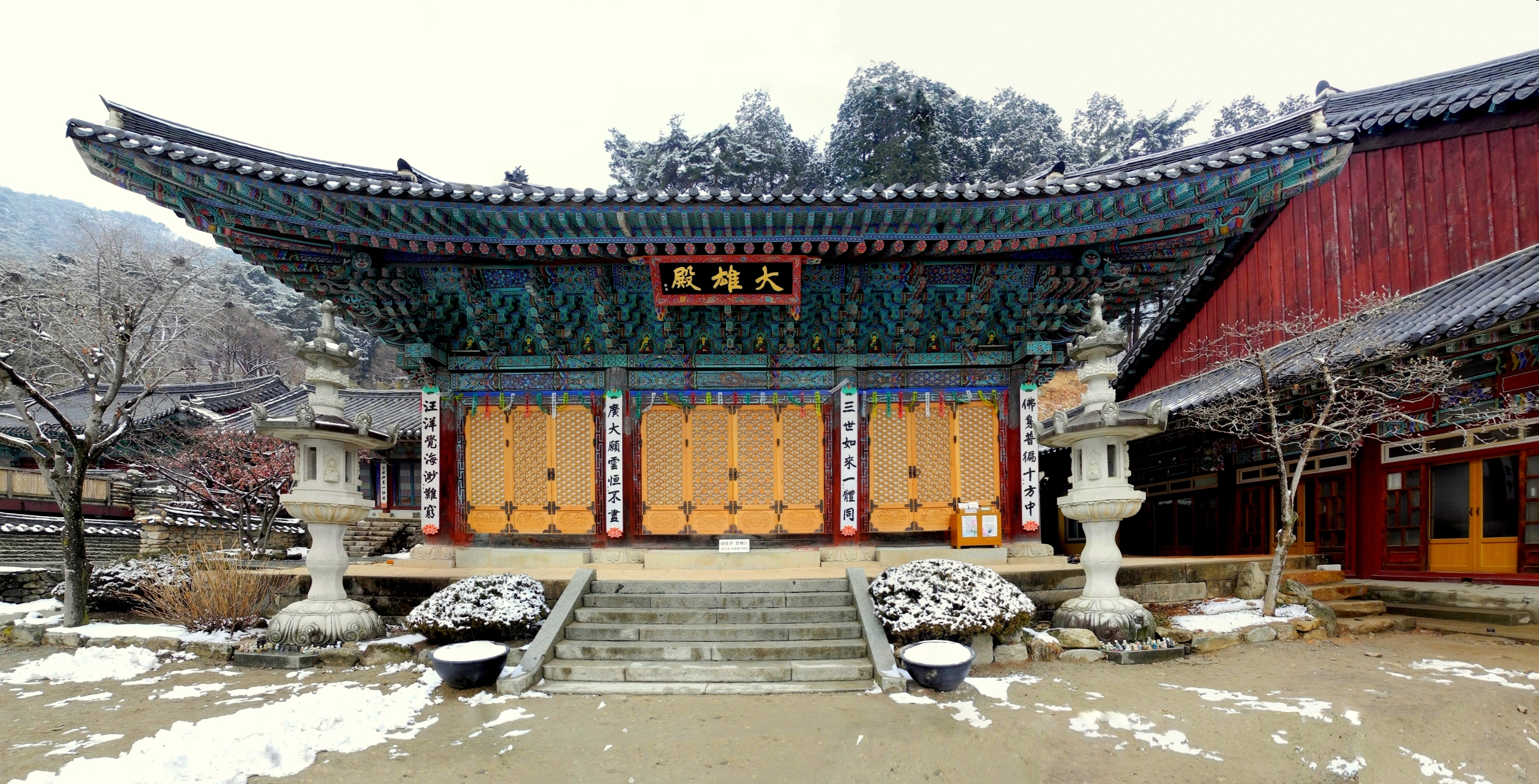
대웅전

## 같이 보기
- 계룡산
- 갑사
- 사육신
- 생육신
- 한용운
- 김법린
- 만공
- 이춘성

## 참고자료
- “동학사 (창건)”. 동학사. 2007년 8월 5일에 원본 문서에서 보존된 문서. 2008년 5월 3일에 확인함.